# 卜漢池
卜漢池（1893年—1971年），廣東合浦人（今屬廣西）。陸軍少將，中國同盟会会员，中國國民黨革命委員會党员，廣州市政協委員。

## 生平
辛亥革命时期：1911年2月 在省立廉州中學讀書時加入同盟會，響應辛亥革命，參加反清暴動隊。11月，和羅侃廷、蘇乾初（又名蘇用武）、同學鄧世增、鐘繼業等在合浦廉州起義成功。后任廣東民軍第2師（師長蘇慎初）第6團（團長蘇汝森）第3連（連長丁守臣）少尉排長。1913年7月升任第3連上尉連長。
1924年10月任建國桂軍第1師（兼師長韋冠英）上校參謀長。 1925年6月所部被国民革命军击溃后赋闲。1927年任國民革命軍第四軍十一師師部少校副官。
1930年任廣東軍事政治學校軍官班上校主任。 1932年任第一集團軍第一軍副官處上校處長。 1934年9月保送陸軍大學特別班第二期學習。
抗日戰爭時期，1938年9月升任第154師（師長梁世驥）第460旅（轄兩團）少將旅長。1942年8月調任第152師（師長陳見田）少將副師長。 1945年6月調任第7戰區司令長官部（司令長官余漢謀）少將高級參謀。1946年7月31日退為備役。10月10日獲頒勝利勳章。
中華人民共和國成立後，歷任廣州市政協委員，市參事室參事，廣東省政協委員及文史資料專員。

## 卜漢池遺作
- 《對余漢謀第一軍入贛防共初期的回憶》
- 《第一次粵北戰役》
- 《第六十二軍參加第四次粵北戰役經過》